# Club Balonmano Villa de Aranda
Club Balonmano Villa de Aranda (deutsch: Handballclub Villa de Aranda) ist ein spanischer Handballverein aus Aranda de Duero. Das erste Männerteam spielte in der höchsten spanischen Liga, der Liga Asobal.
Aus Sponsoringgründen tritt der Verein auch unter dem Namen Tubos Aranda Villa de Aranda auf. Weitere Namen waren Blasgon y Bodegas Ceres Villa de Aranda, Club Balonmano Villa de Aranda WEIMAR, ARTEPREF Villa de Aranda und Club Balonmano Villa de Aranda Autocares Bayo.

## Geschichte
Der Verein wurde im Jahr 1999 gegründet und spielte zunächst in der segunda división in Kastilien und León, stieg dann in die primera división und von da im Jahr 2003 in die División de Honor B auf. Bis 2012 spielte der Verein in der zwischenzeitlich in División de Honor Plata umbenannten zweiten Liga. Von der Saison 2012/2013 bis zur Saison 2016/2017 trat man dann in der Liga Asobal, Spaniens erster Liga, an. 2017 stieg das Team in die zweite Liga ab. Im Jahr 2020 gelang nach der wegen der COVID-19-Pandemie abgebrochenen Zweitligaspielzeit 2019/2020 erneut der Aufstieg in die erste Liga, aus der man in der Saison 2020/2021 direkt wieder abstieg. Ab 2021 spielte der Verein in der zweiten Liga. In der Saison 2023/2024 konnte sich das Team in den Aufstiegs-Play-Offs der zweiten Liga den Aufstieg in die Liga Plenitude sichern. Am 27. Spieltag der Erstligasaison 2024/2025 konnte sich der Verein den Klassenerhalt sichern.

## Halle
Heimspielstätte ist der Polideportivo Príncipe de Asturias.

## Spieler
Im Verein spielten auch Lucas Moscariello, Javier Díaz Pérez, Martin Ariel Doldan, Michail Rewin, Adrián Fernández und Iñaki Peciña.

## Trainer
Domingo Ruiz, der zu den Gründern des Vereins gehörte, trainierte die erste Mannschaft im Jahr 2000. Zweiter Trainer des Vereins wurde José Felix Navarro. Nachfolger war Carlos Colmenero, er war bis Februar 2007 Cheftrainer. Ab Februar 2007 übernahm Nikola Milos das Traineramt; er blieb bis 2009 beim Verein. Nachfolger von Milos wurde Iñaki Ániz, der die Mannschaft in den Spielzeiten 2009/2010 und 2010/2011 führte. Juan Moreno trainierte die Mannschaft bis 2012. Unter Magi Serra spielte die Mannschaft ab Juni 2012 bis zum Ende der Spielzeit 2012/2013. Jacobo Cuétara trainierte das Team von der Saison 2012/2013 bis Ende der Saison 2015/2016. Von 2016 bis Oktober 2017 war Álvaro Senovilla Trainer. Im Oktober 2017 wurde Carlos Colmenero nochmals Trainer, er leitete die Mannschaft bis zum Ende der Saison 2017/2018. Juan Moreno trainierte die Mannschaft nochmals bis Ende der Saison 2018/2019. Zur Saison 2019/2020 übernahm Alberto Suárez das Training. Mariano Ortega war von Mitte der Spielzeit 2021/2022 bis September 2023 Trainer der ersten Mannschaft. Im September 2023 übernahm Diego Yáñez das Traineramt.
Seit Oktober 2023 führt Javier Márquez das Team.